# Jack Cohen (üzletember)
Sir John "Jack" Edward Cohen (született Jacob Edward Cohen; Whitechapel, 1898. október 6. – London, 1979. március 24.) angol üzletember, a Tesco szupermarketlánc megalapítója.

## Fiatalkora és magánélete
A kelet-londoni Whitechapelben született és az Ashfield Street 91. szám alatt nőtt fel. A családja zsidó származású volt. Apja Avroam Kohen szabó volt, aki Łódźból vándorolt az Egyesült Királyságba, anyja Sime Zaremba. Jacob Edward Kohen néven született, de már kiskorától kezdve Jack néven ismerték. Tizennégy éves koráig a Rutland Street-i iskolában tanult, majd édesapja szabó tanoncaként kezdte meg munkáját. Édesanyja 1915-ben meghalt, s később apja újra megnősült.
1917-ben önként jelentkezett a Királyi Repülőhadtesthez, ahol szabó képességeit léggömbök és más légi járművek vászonkészítőjeként kamatoztatta. Franciaországban, valamint Egyiptomban és Palesztinában teljesített szolgálatot. 1917 decemberében a HMS Osmanieh utas- és teherszállítóhajón utazott, amit a Brit Királyi Haditengerészet utánpótlás- és csapatszállító hajónak vett át. A hajó Southamptonból indult, katonákat és egészségügyi személyzetet szállítva. Ám amikor december 31-én elérte célállomását, Alexandriát, egy aknára futott, amelyet néhány nappal korábban a kikötő bejáratánál rakott le az SM UC-34 német tengeralattjáró. A hajó kevesebb mint hét perc alatt süllyedt el 209 ember halálát okozva, köztük katonákét, ápolónőkét, a hajó személyzetéét és a hajó kapitányáét. Cohen túlélte, köszönhetően egy ápolónőnek, aki segített neki a víz felszínén maradni.
Miután felgyógyult a maláriából, visszatért Angliába, és 1919-ben leszerelt.
1924-ben feleségül vette Sarah (Cissie) Foxot, egy bevándorló orosz-zsidó szabó lányát. Cissie támogatta férje üzleti ambícióit, olyannyira, hogy a nászajándékként kapott pénzt nagykereskedelmi vállalkozásba fektették. Két lányuk született: Sybil Irene (1926–2005) és Shirley (született 1930). Irene férjhez ment Hyman Kreitmanhoz (1914–2001), míg Shirley Leslie Porter (1920–2005) férje lett.
Cohen hivatalosan 1937 júliusában változtatta meg nevét Jacob Kohenről John Edward Cohenre.
Egy 1958-as vastagbélműtét után is folytatta a munkát, s még azután is, hogy 1969-ben felállt a Tesco elnöki székéből. 1979. március 24-én Londonban hunyt el 80 éves korában. A Willesdeni zsidó temetőben nyugszik.

## Karrier
Az első világháború után vonakodott visszatérni a szabáshoz, és piaci árusnak állt a londoni East End-i Hackney-ben, ahol 30 fontos leszerelési pénzéből megvásárolta a NAAFI felesleges készleteit. Ekkoriban az volt a szokás, hogy a nap elején a piacokon összegyűltek a kereskedők, és egy jeladást követően az általuk favorizált helyért versenyeztek. Cohen nem tudott gyorsan futni, így egyszerűen odadobta a sapkáját, és ezzel bárkit megvert. Hamarosan több piaci stand tulajdonosa lett, és nagykereskedésbe kezdett. Kezdetben a többi standot a családtagjai vezették, de fokozatosan felvettek külső személyeket is. Cohen és felesége, Elizabeth a hét valamennyi napján dolgozott, hajnaltól későig estig.
1924-ben hozta létre a Tesco márkanevet egy tea-beszállító partnere, a T. E. Stockwell (korábban Messrs Torring és Stockding of Mincing Lane) kezdőbetűiből és családnevének első két betűjéből. A piaci kereskedelmet nehéz volt növelni, mert a partnerek általában megbízhatatlanok voltak, ezért végül átállt az ajtók nélküli, leginkább a piaci bódékra hasonlító főutcai üzletekre. Az első két Tesco üzlet a Becontree és a Burnt Oak negyedekben nyílt meg 1931-ben. 1939-re Cohennek már száz Tesco üzlete volt. Terjeszkedését az új bevásárlóközpontok számának növekedése segítette. A kiskereskedők gyakran vonakodtak attól, hogy elsőként kössenek szerződést egy új központtal, nehogy ők legyenek az egyetlenek. Piaci tapasztalatával és bátorságával Cohen gyakran vállalta ezt a kockázatot, és megvoltak a módszerei arra, hogy tömegeket vonzzon az üzleteibe. A beruházók szívesen segítettek neki az indulási költségekben, mivel képes volt új embereket csábítani az új központokba, amely hasznára vált a többi üzletnek is.
Az első Tesco folyószámlát a Midland Banknál nyitották meg a Mare Streeten, Hackneyben. A bankfiókban később egy emléktáblát helyeztek el erre emlékezve. 1930 körül a bankigazgató javaslatára John Edwardra változtatta nevét, mivel a bank munkatársai nehezen tudták megkülönböztetni a Hackney-i fiókba járó többi Jacob Cohentől.
1932-ben, miután megnyitotta első Tesco nevű üzleteit, az Egyesült Államokba utazott, hogy megnézze az ottani önkiszolgáló szupermarketeket. Abban az időben nem volt lenyűgözve, és úgy érezte, hogy soha nem fogadnák el ezeket az Egyesült Királyságban. A háború után még egyszer megnézte és meghallgatta vejét, Hyman Kreitmant, aki lelkesedett értük. Ő nyitotta meg az egyik első brit szupermarketet. Az új stratégiát Kreitman vezette, aki értette, hogy hogyan kell kezelni ezt az új üzletstílust, a tömeges vásárlást, eladást és a logisztika kulcsfontosságú feladatait. A Tesco erőteljesen növekedett. Fokozatosan megelőzte riválisait, és többük üzletét átvette.
A vállalatot felvásárlásokkal és fúziókkal bővítette, és 1968-ra az Egyesült Királyság negyedik legnagyobb láncává tette (a Co-op, a Fine Fare és az Allied Suppliers mögött).

## Kitüntetések

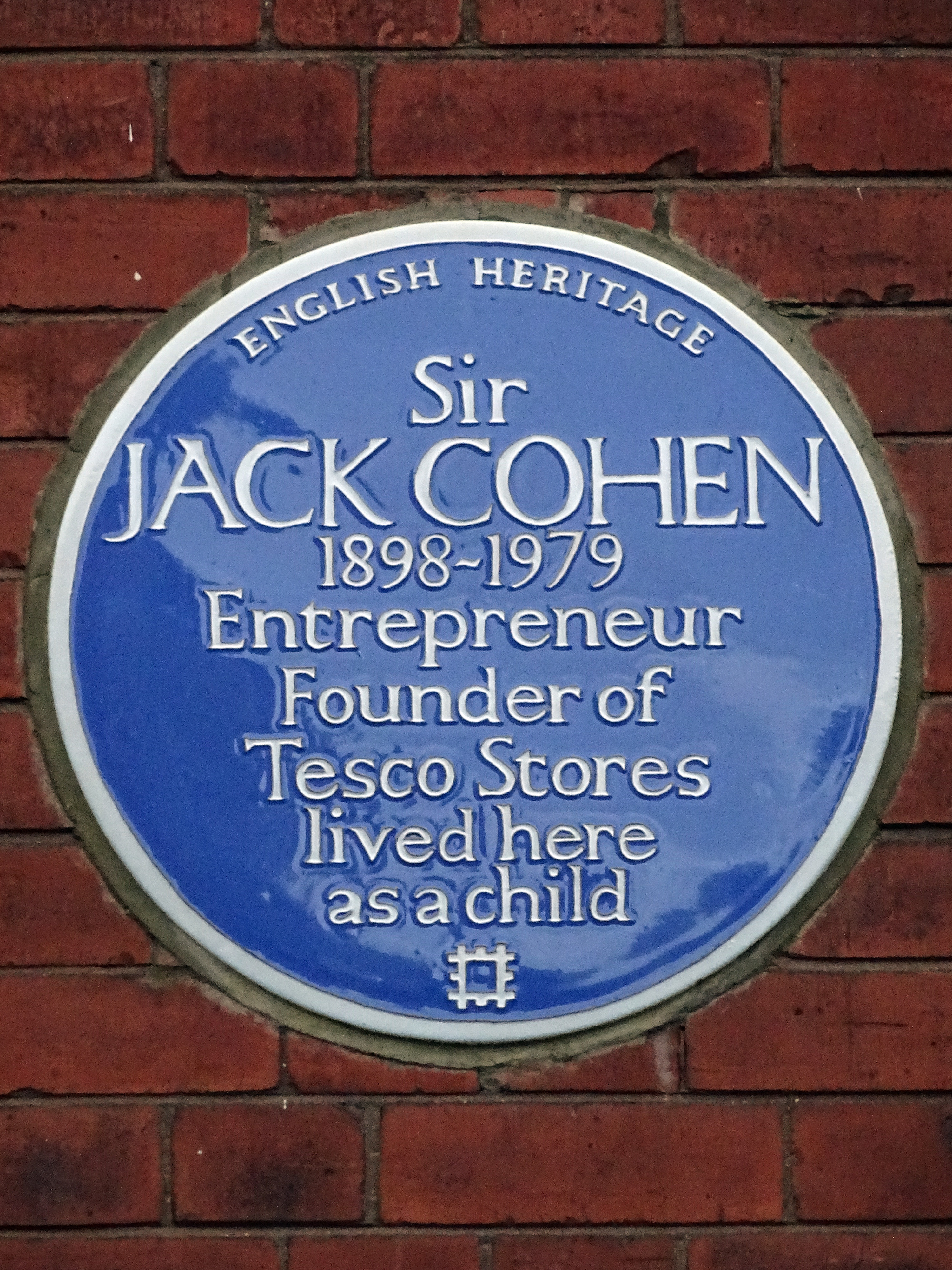
Kék plakett Whitechapel-ben

1969-ben lovaggá ütötték. 1976–77-ben a Worshipful Company of Carmen mestere volt. Sir John és Lady Cohen számos jótékonysági szervezetet támogatott Nagy-Britanniában és Izraelben, és nevüket adták a Lady Sarah Cohen House nevű zsidó gondozási intézménynek, amely Friern Barnetben, London északi részén található.
2009-ben az English Heritage egy kék emléktáblát helyezett el a londoni Whitechapel Ashfield Street 91. szám alatt, ahol Cohen gyermekkorát töltötte.
2018-ban a Tesco új diszkontláncot alapított, amelyet Cohen után, Jack's névre keresztelt. Ugyanebben az évben bevezették a T. E. Stockwell elnevezést is néhány élelmiszeripari termékekre, helyettesítve a Tesco Value márkát ezeken az árukon.

## Fordítás
- Ez a szócikk részben vagy egészben  a   Jack Cohen (businessman) című angol Wikipédia-szócikk ezen változatának fordításán alapul.  Az eredeti cikk szerkesztőit annak laptörténete sorolja fel. Ez a jelzés csupán a megfogalmazás eredetét és a szerzői jogokat jelzi, nem szolgál a cikkben szereplő információk forrásmegjelöléseként.